# Rund um Berlin 1946

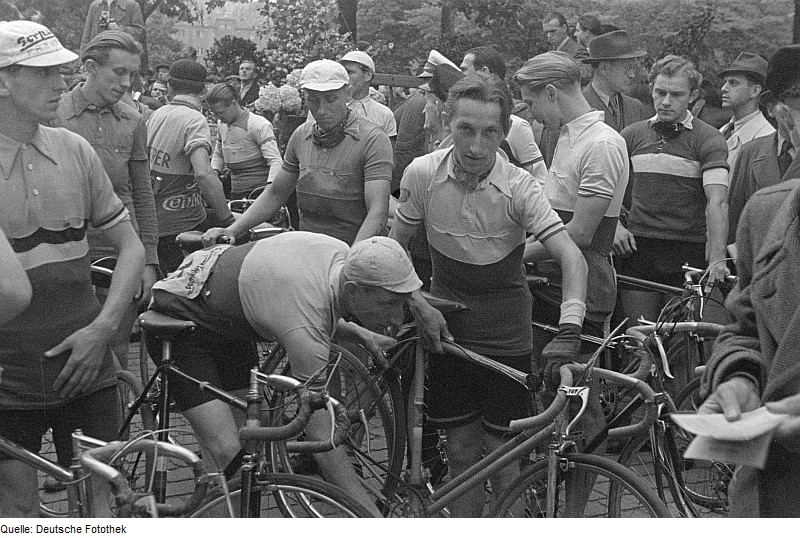
Teilnehmer vor dem Start

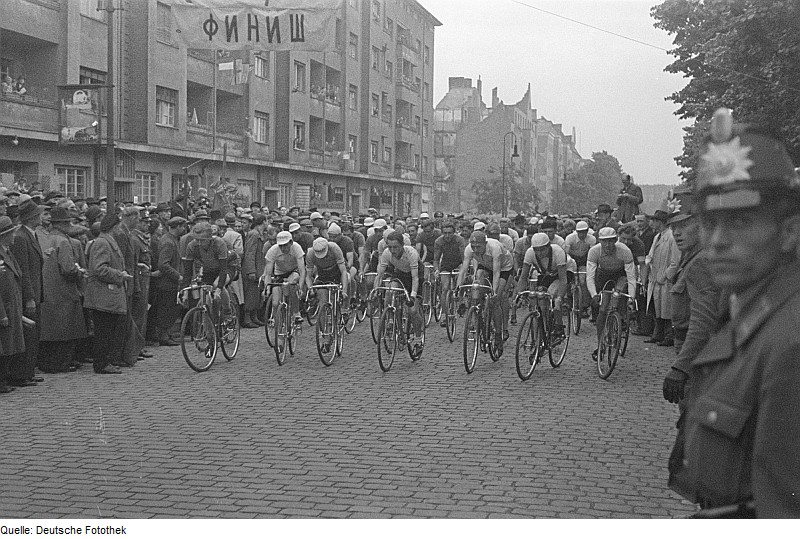
Start des Rennens

Rund um Berlin 1946 war die 40. Austragung des ältesten deutschen Eintagesrennens Rund um Berlin. Es fand am 16. Juni als Straßenradrennen für Berufsfahrer über eine Distanz von 153 Kilometern statt. Das Rennen wurde finanziell und organisatorisch von der Tageszeitung Neues Deutschland unterstützt.

## Rennverlauf

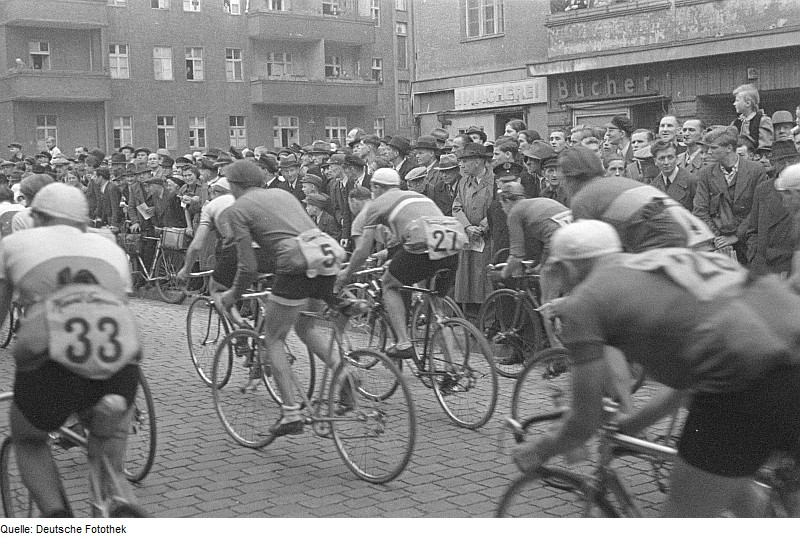
Das Rennen läuft …

Der Start erfolgte in der Wisbyer Straße im Bezirk Prenzlauer Berg und führte auf einer Strecke über Hennigsdorf, wo die Fahrer die Havel auf einem Floß überqueren mussten, nach Potsdam und zum Ziel zurück nach Berlin. Die Strecke war noch von zahlreichen Kriegsschäden gezeichnet. Knapp 50 Fahrer stellten sich dem Starter, viele Radrennfahrer waren noch in Kriegsgefangenschaft oder waren im Zweiten Weltkrieg gefallen. Einige konnten nicht starten, weil ihnen das Radmaterial fehlte. Bei Potsdam bildete sich die Gruppe, aus der im Finale die besten Fahrer kamen. Den Endkampf eröffnete Erich „Wüste“ Hoffmann, an dem jedoch Karl Wiemer noch vorbeiziehen konnte. Wiemer hatte im Ziel einen Vorsprung von etwa 50 Metern vor seinen drei Begleitern. Die Siegerehrung nahm der damalige Bürgermeister der Stadt Dr. Arthur Werner vor.

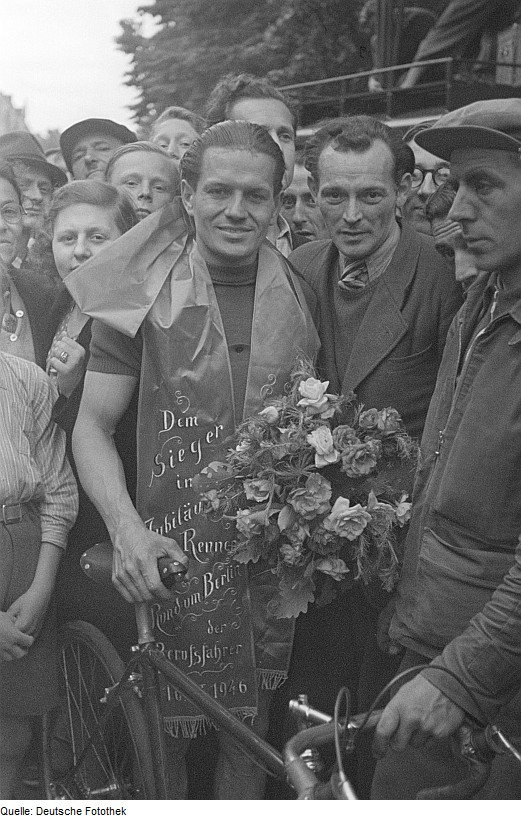
Der Sieger Karl Wiemer

## Ergebnis
|     | Fahrer            | Ort    | Zeit (h) |
| 01. | Karl Wiemer       | Berlin | 4:20:04  |
| 02. | Erich Hoffmann    | Berlin | 4:30:04  |
| 03. | Herbert Bresching | Berlin | 4:36:04  |
| 0 … |                   |        |          |